# Frontière entre le Mali et la Mauritanie
La frontière entre le Mali et la Mauritanie est la frontière séparant le Mali et la Mauritanie. 

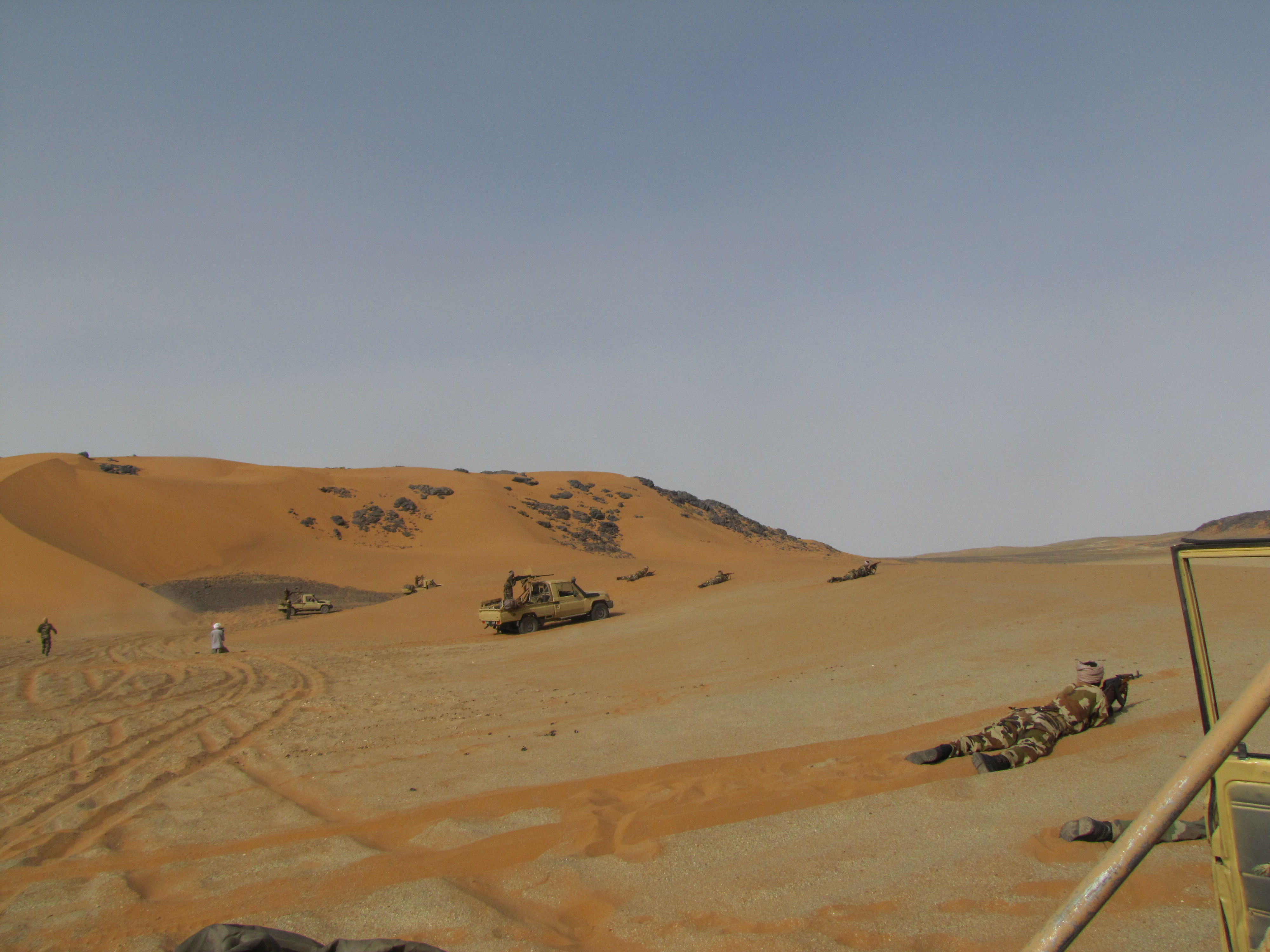
Troupes mauritaniennes en alerte le long de la frontière (2010)

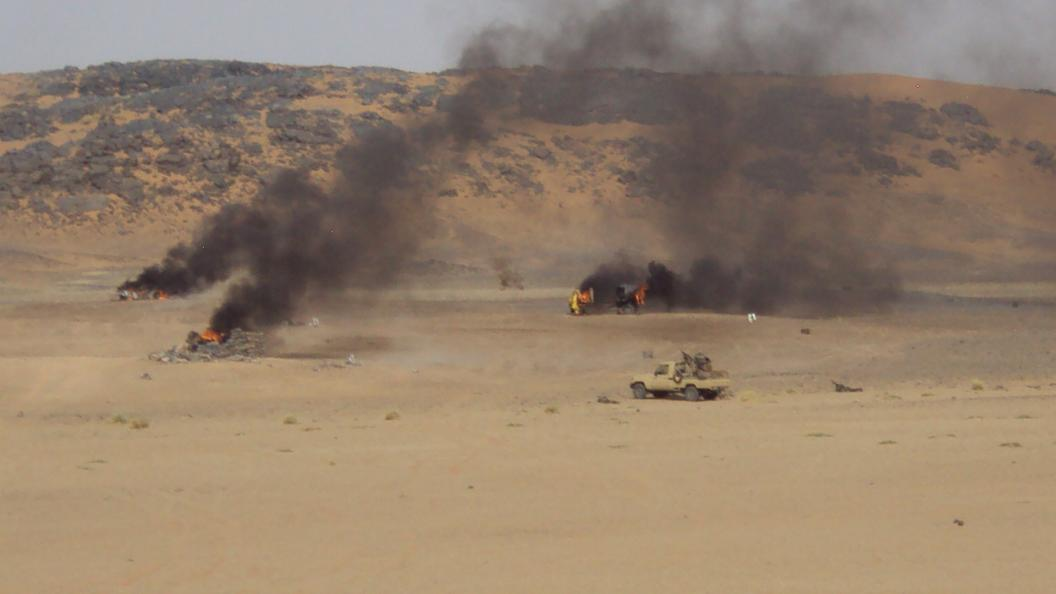
Exercices de l'armée mauritanienne à proximité de la frontière (2011)

Il s'agit d'une zone frontière désertique quasiment inaccessible comparable à un no man's land. 
Elle est sécurisée depuis 2008 par les groupements spéciaux d'intervention de l'armée mauritanienne.

## Description
La frontière commence au nord au tripoint avec l'Algérie, puis se poursuit vers l'ouest en ligne droite le long du 25e parallèle nord sur 172 km. Elle s'oriente ensuite vers le sud-est en une longue ligne droite d'environ 955 km, suivie d'une ligne droite beaucoup plus courte plus loin vers le sud-est sur 34 km, et d'une ligne droite vers le sud-ouest sur 94 km, avant de virer brusquement vers l'ouest le long d'une ligne horizontale sur quelque 409 km. La frontière se déplace ensuite brièvement vers le nord, créant une petite saillie du territoire malien englobant les villes de Labidi et Debai Amati. Par la suite, la frontière se poursuit ensuite vers l'ouest via une série de lignes irrégulières, ainsi que le long de certains cours d'eau tels que l'Oumm el Bohoro et l'Ouadou. Il atteint finalement la rivière Kolinbiné, qu'il suit jusqu'à la confluence avec le fleuve Sénégal ; la frontière suit ensuite cette dernière à l'ouest jusqu'au tripoint avec le Sénégal.

## Histoire
Les années 1880 ont vu une compétition intense entre les puissances européennes pour les territoires en Afrique, un processus connu sous le nom de partage de l'Afrique. Le processus a abouti à la conférence de Berlin de 1884, au cours de laquelle les nations européennes concernées sont convenues de leurs revendications territoriales respectives et des règles d'engagement à venir. À la suite de cela, la France a pris le contrôle de la haute vallée du fleuve Niger (à peu près équivalente aux zones du Mali et du Niger modernes). La France a occupé cette zone en 1900, suivie par la Mauritanie en 1903-04. Le Mali (alors appelé Soudan français) était à l'origine inclus, avec le Niger et le Burkina Faso modernes, dans la colonie du Haut-Sénégal et Niger, mais il a ensuite été séparé et, avec la Mauritanie, est devenu un constituant de la fédération des colonies françaises de l'Afrique-Occidentale française (AOF).

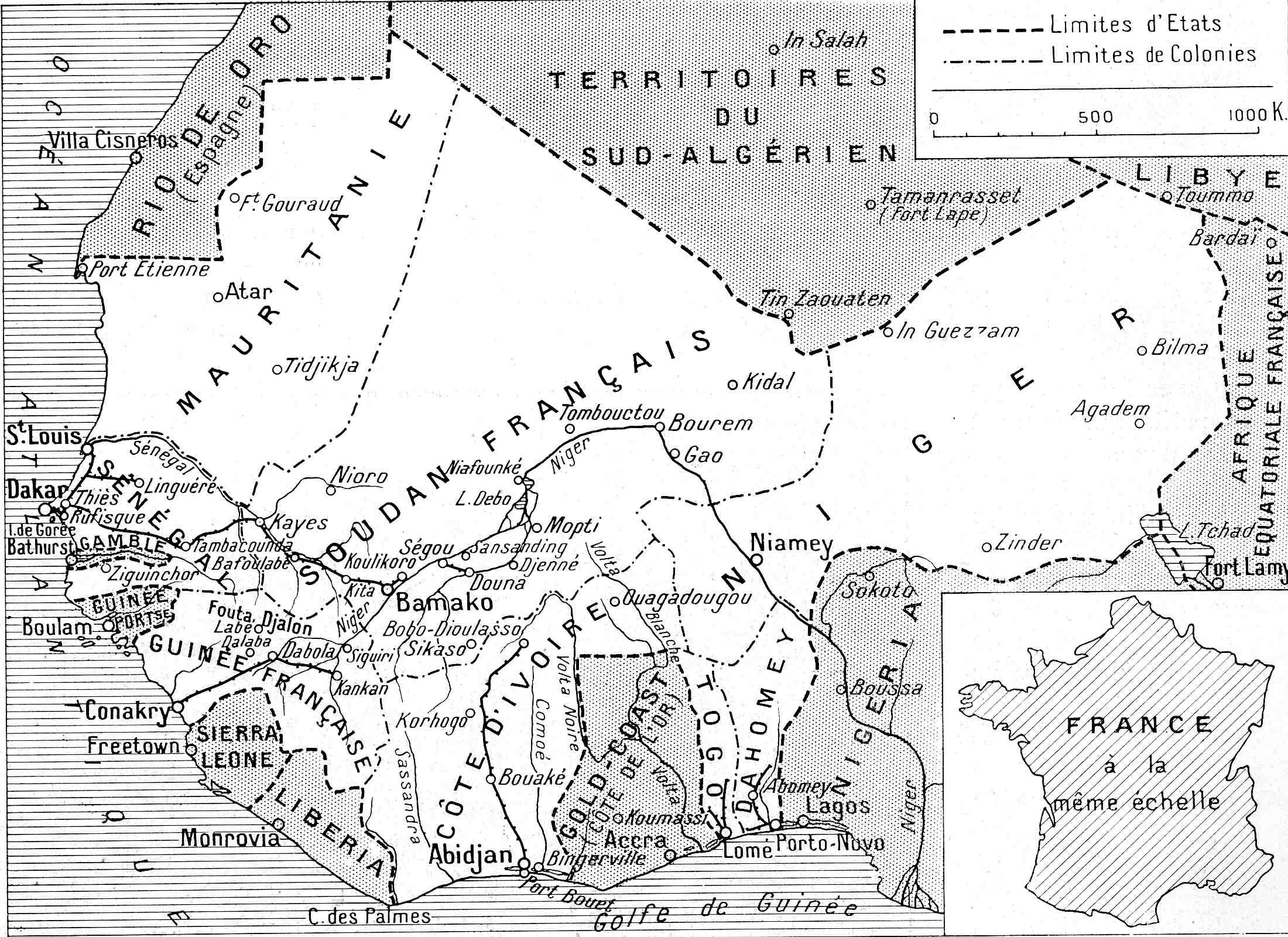
Carte de l'Afrique occidentale française de 1936, montrant l'ancienne frontière Mali-Mauritanie.

La Mauritanie avait été largement « pacifiée » en 1912, et une première frontière entre le Mali et la Mauritanie fut alors tracée le 23 avril 1913 ; cette ligne était radicalement différente de la frontière actuelle, le Mali englobant l'intégralité de ce qui est aujourd'hui le sud-est de la Mauritanie (voir la carte à droite). Un décret du 5 juillet 1944 a modifié la frontière à peu près à sa position actuelle. Un autre décret d'octobre 1944 aurait transféré un territoire supplémentaire à la Mauritanie dans le sud, mais cela n'a jamais été promulgué.
Au fur et à mesure que le mouvement de décolonisation se développait après la Seconde Guerre mondiale, la France accorda progressivement plus de droits politiques et de représentation à ses colonies en Afrique subsaharienne, aboutissant à l'octroi d'une large autonomie interne à la fédération de l'Afrique-Occidentale française en 1958 dans le cadre de la Communauté française. Finalement, en 1960, la Mauritanie et le Mali ont obtenu l'indépendance totale. Le 16 février 1963, les deux États ont signé un traité de délimitation à Kayes, modifiant légèrement la frontière.
Ces dernières années, la région frontalière est devenue très peu sûre, en raison de la montée du terrorisme et de la guerre dans le nord du Mali, ce qui a incité la Mauritanie à déclarer la frontière « zone interdite » en 2017.
Toutefois le tracé de la frontière reste encore indéterminée.

## Localités près de la frontière

### Mali
- Aguerakten
- Beidat
- Bona Hamadi
- Mame
- Farkeli
- Kassakare
- Ballé
- Bineou
- Diandioume
- Debai Amate
- Labidi
- Djeli-Mahe
- Takoutala
- Kemiss
- Diongaga
- Tafara
- Davo
- Seliferi
- Melgue
- Lany Tounka
- Tafacirga

- Koriga

### Mauritanie
- Medala
- Koussana
- Terbekou
- Bousteille
- Moribougou
- Kersiniane
- Kalinioro